# Kernavė
Kernavė, historicky Kernowe (1279), Kernow (1365), Kernovo (16. století), je archeologická lokalita na Litvě, přes 30 km vzdálená od hlavního města Vilniusu. Oblast byla osidlována již od paleolitických dob; ve středověku bylo hradiště Kernavė významným centrem celé oblasti. Na počátku 13. století bylo hlavním městem Velkoknížectví litevského. V pozdním 14. století bylo pobořeno Řádem německých rytířů, přesto se jeho pozůstatky zachovaly až do dnešní doby. V roce 2004 se lokalita stala součástí světového dědictví.

## Galerie

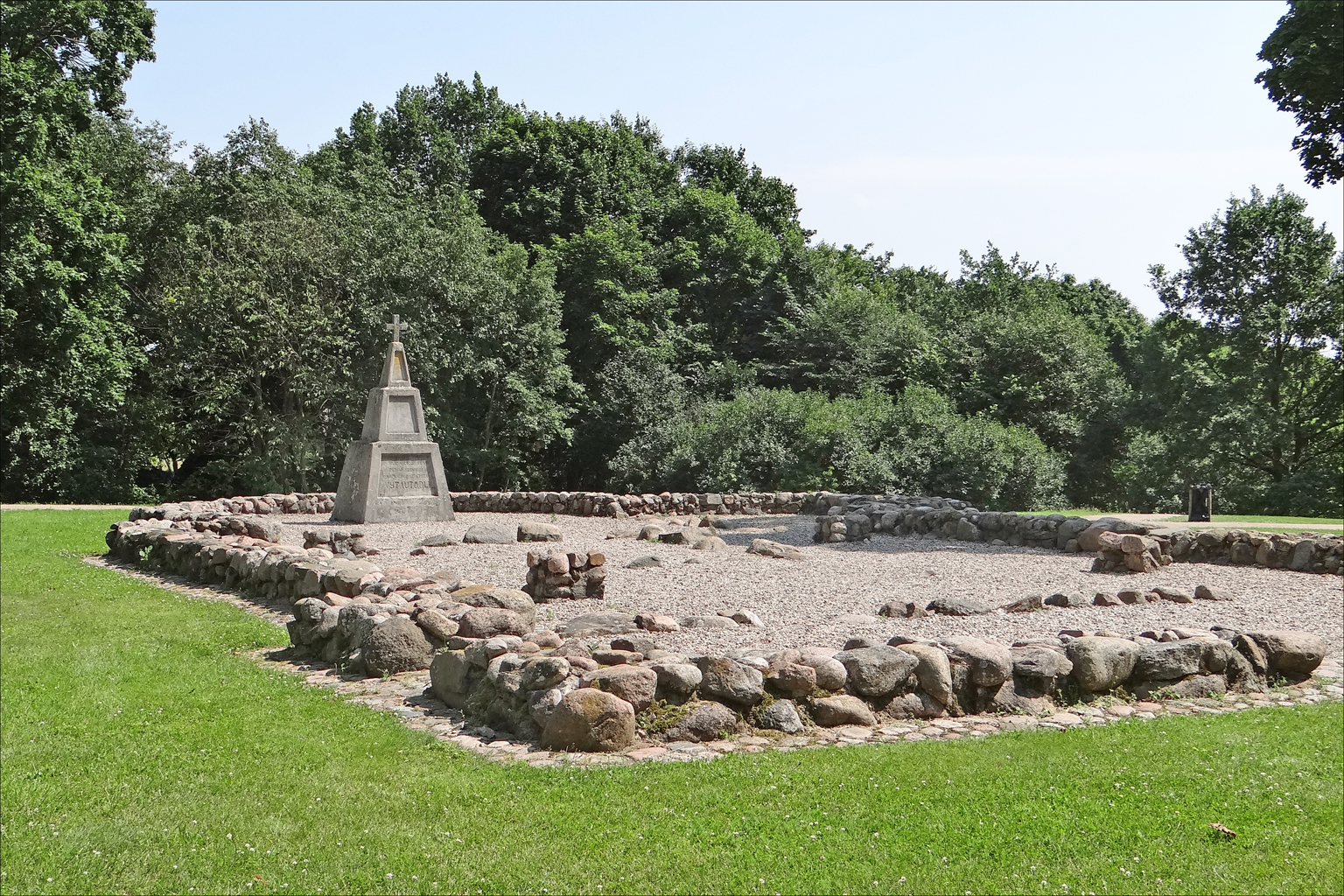
Základy středověkého kostela
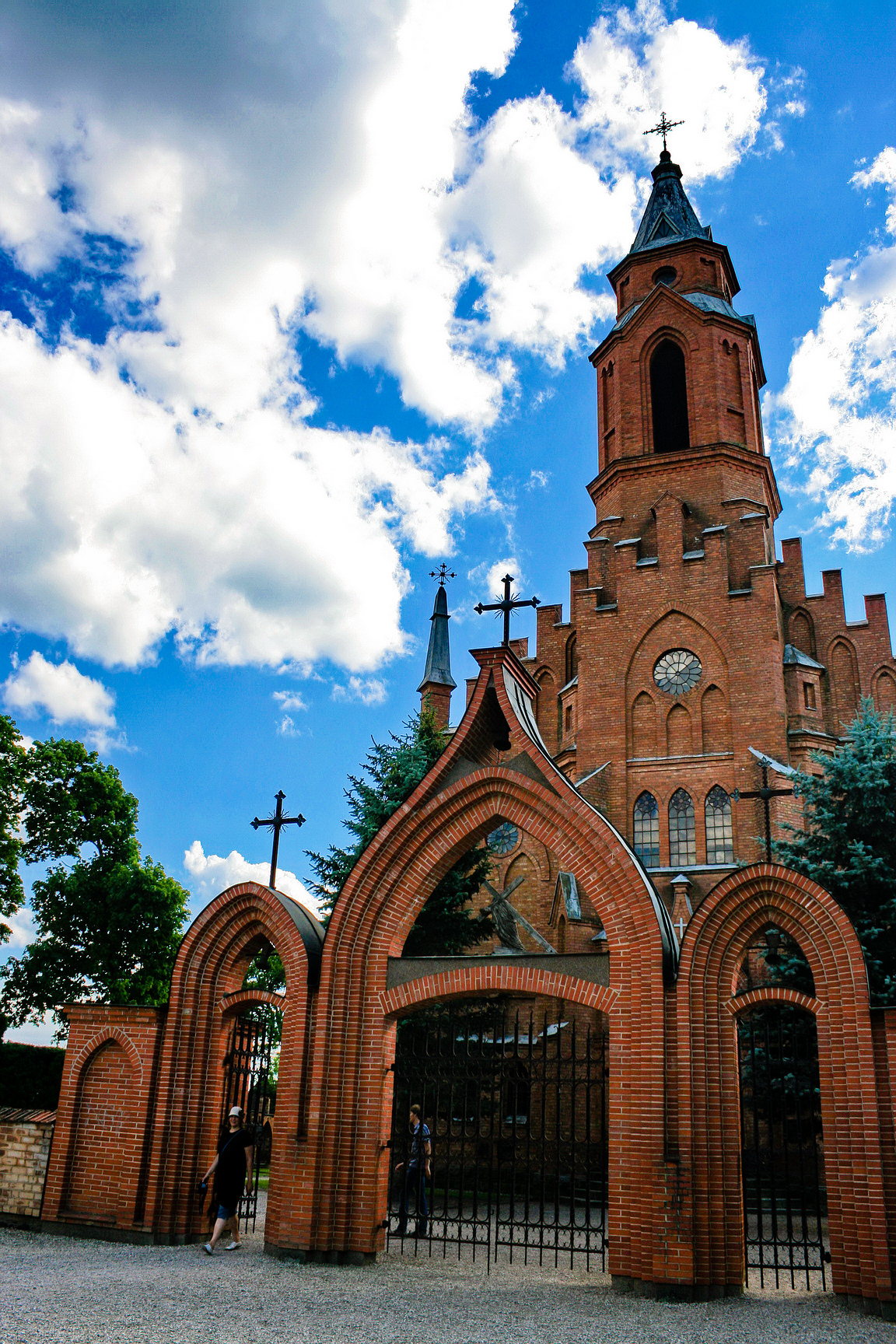
Nový kostel z roku 1920
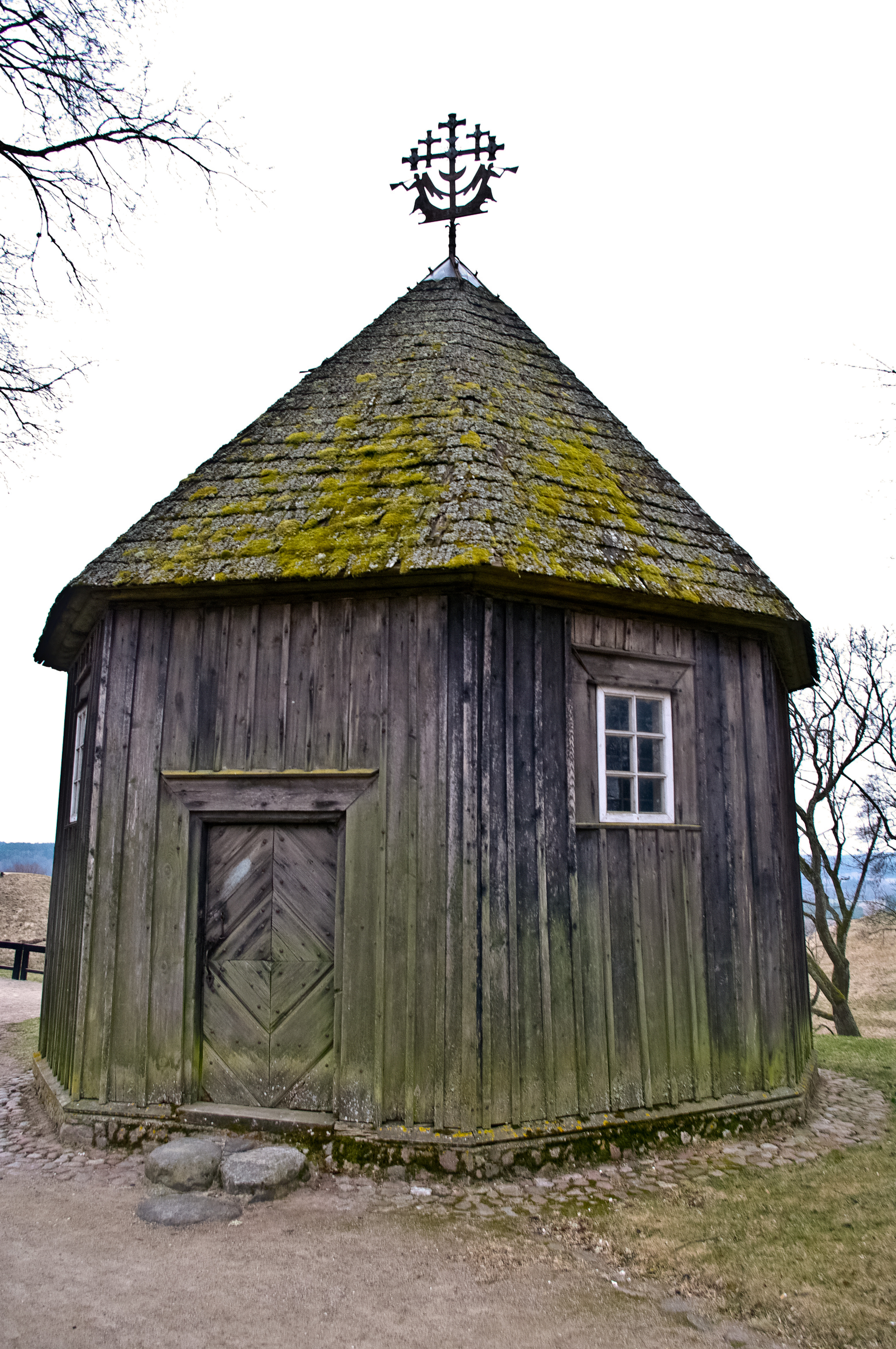
Dřevěná káple
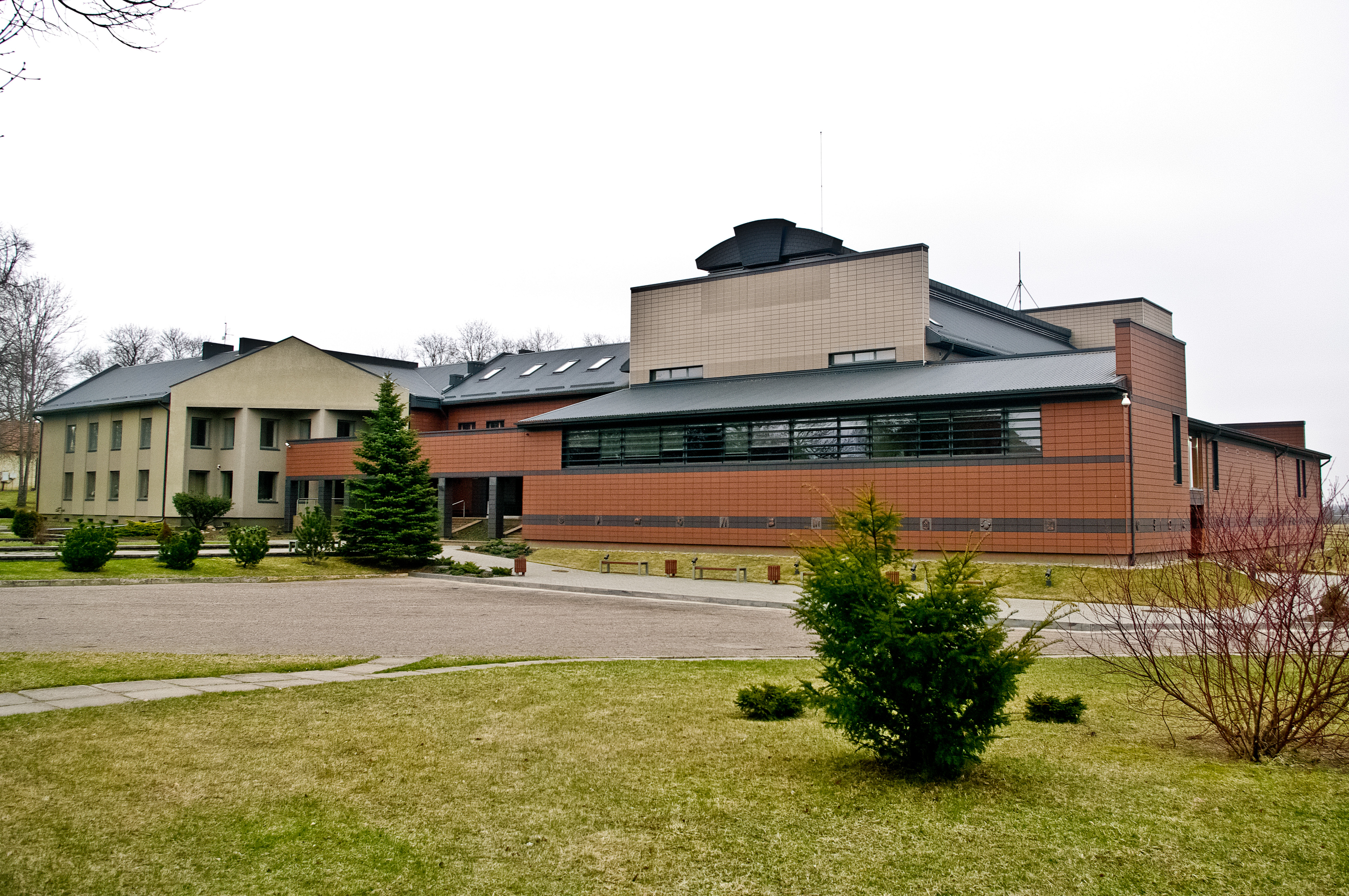
Archeologické muzeum